# She Loves Me
She Loves Me è un musical con libretto di Joe Masteroff, versi di Sheldon Harnick e musiche di Jerry Bock. Il musical ha debuttato a Broadway nell'aprile 1963 ed è rimasto in scena per oltre trecento repliche. She Loves Me è tratto dalla pièce del commediografo ungherese Miklós László Parfumerie (1937), successivamente riadattata per il cinema nei film Scrivimi fermo posta (1940), I fidanzati sconosciuti (1949) e C'è posta per te (1998).

## Trama

### Atto I
Budapest, 1934. È una splendida giornata estiva, e i dipendenti della Profumeria Maraczek arrivano al lavoro ("Good Morning, Good Day"). Tra loro ci sono: Ladislav Sipos, un ansioso commesso di mezza età con famiglia a carico; il giovane garzone Arpad Laszlo; la trentenne Ilona Ritter, che ha una relazione con l'affascinante Steven Kodaly; e Georg Nowack, il timido vice responsabile del negozio. Il signor Maraczek arriva per far cominciare la giornata lavorativa, e tutti si mettono all'opera ("Sounds While Selling"). Da qualche tempo Georg ha intrapreso una fitta corrispondenza con una donna, di cui non conosce il nome e che chiama "cara amica", e legge a Sipos l'ultima lettera ricevuta. Maraczek consiglia Georg di sposarsi e ricorda i suoi giorni da scapolo ("Days Gone By").
Arpad inizia a sistemare sugli scaffali dei nuovi portasigarette musicali, e Maraczek è convinto che riusciranno a venderne uno entro un'ora. In quel momento entra nel negozio una nervosa giovane donna, Amalia Balash, speranzosa di trovare un impiego alla Profumeria. Quando Georg la informa che al momento non assumono, la ragazza pretende di parlare con Marazcek. Amalia prende uno dei portasigarette e riesce a venderlo ad una cliente spacciandolo per un "carillon portadolciumi" che suona ogni volta che viene aperto per dire gentilmente al proprietario "basta dolci" ("No More Candy"). Maraczek è molto colpito e assume Amalia immediatamente.
Mentre l'estate cede il passo all'autunno, e infine all'inverno, la tensione in negozio aumenta. Ilona e Kodaly sono ai ferri corti, Maraczek è sempre più scortese nei confronti di Georg, e Amalia e Georg litigano in continuazione. Georg si consola con le lettere della sua anonima amica di penna, all'oscuro del fatto che ella sia proprio Amalia. Gli altri impiegati assistono alle loro discussioni e Sipos spiega ad Arpad che i due litigano perché inconsapevolmente si piacciono l'un l'altra. Ingenuamente, Arpad propone a Sipos di informare Georg e Amalia della cosa, ma Sipos rispone che non lo crederebbero. Agli inizi di dicembre, i due "cari amici" decidono finalmente di incontrarsi di persona ("Three Letters").
Maraczek umilia Georg davanti a tutti per una piccola inconvenienza. Georg racconta a Sipos che quella sera incontrerà finalmente la sua "cara amica" ("Tonight At Eight"), mentre Amalia spiega a Ilona che, pur non avendo ancora incontrato il suo "caro amico", lo conosce benissimo grazie alle lettere che le ha scritto ("I Don't Know His Name").
Maraczek and Georg litigano di nuovo, e quando appare evidente che Maraczek sia sul punto di licenziarlo, Sipos fa cadere una pila di portasigarette per distrarre il proprietario del negozio; Marazcek lo rimprovera e se ne va nel suo ufficio. Sipos spiega a Georg che nessuno potrebbe mai trattarlo meglio dell'attuale vice responsabile ("Perspective"). Maraczek insiste perché tutti rimangano fino a tardi per sistemare le decorazioni natalizie, ma Amalia lo convince a farla andare via prima per il suo appuntamento. Anche Georg chiede di poter andarsene prima, ma Maraczek glielo nega. Arrabbiato, Georg si licenzia, e gli altri dipendenti gli dicono tristemente addio ("Goodbye Georg").
Amalia si reca al suo appuntamento tenendo in mano una copia di Anna Karenina con una rosa in mezzo alle pagine, in modo che il suo "caro amico" la possa riconoscere, e si chiede come andrà l'incontro ("Will He Like Me?"). Nel frattempo, in negozio, Kodaly seduce Ilona ("Ilona") e i due decidono di andare a cena insieme. Quando però Maraczek insiste per chiudere il negozio in anticipo, Kodaly si ricorda di avere un impegno alle 9:30 quella sera, e rimanda l'appuntamento con Ilona. La giovane donna dichiara fermamente che non si innamorerà mai più di un uomo come lui ("I Resolve"). Georg è nervoso e chiede a Sipos di consegnare alla sua "cara amica" un biglietto in cui spiega di non potersi recare all'appuntamento.
Un investigatore privato assunto da Maraczek arriva in negozio e lo informa che Kodaly ha una relazione con sua moglie (Maraczek pensava che fosse Georg). Quando l'investigatore se ne va, la moglie di Maraczek gli telefona per dirgli che rientrerà tardi. Maraczek si punta una pistola alla testa e preme il grilletto proprio mentre Arpad entra in negozio.
Nel frattempo, al Café Imperiale, il maître tenta di mantenere un'atmosfera romantica ("Romantic Atmosphere"), e Amalia attende l'arrivo del suo amico con il suo libro e la rosa. Georg e Sipos entrano e sono scioccati nel vedere che Amalia è la sua "cara amica"; lei invece non sa di avere corrisposto con Georg. Georg si siede al suo tavolo e la prende in giro raccontandole la storia di una donna uccisa a un appuntamento al buio. I due litigano e Georg se ne va. Dopo aver aspettato fino alla chiusura del Café, Amalia prega il suo "caro amico" di non abbandonarla ("Dear Friend").

### Atto II
Il giorno seguente, Maraczek è in ospedale dopo essere sopravvissuto al tentato suicidio, e Arpad gli fa visita. Maraczek è colpito dall'impegno del ragazzo in sua assenza, e Arpad gli chiede di essere promosso a commesso ("Try Me"). Anche Georg arriva in ospedale, e Maraczek gli chiede perdono e lo prega di tornare a lavorare in negozio. Inoltre, Maraczek gli dice di licenziare Kodaly, e accenna al fatto che Amalia è a casa malata.
Georg è preoccupato per Amalia e la va a trovare a casa sua. La ragazza crede che sia venuto per spiarla e dire agli altri dipendenti che non è realmente malata, e cerca di prepararsi per andare al lavoro ("Where's My Shoe"). Georg resosi conto che Amalia sta veramente male, la fa tornare a letto e le consegna un regalo: gelato alla vaniglia. Georg si scusa per il suo comportamento la sera prima, ma Amalia ammette che aveva ragione sul suo appuntamento: se il suo "caro amico" la amasse davvero, sarebbe venuto. Sentendosi in colpa, Georg si inventa di aver visto un uomo grasso e calvo guardare attraverso il vetro dentro al Café, e racconta che l'uomo gli ha detto di aver avuto un impegno di lavoro e per questo non è riuscito a recarsi all'appuntamento; Georg conclude che quest'uomo deve essere il suo "caro amico". Amalia è sorpresa dal fatto che le piaccia conversare con Georg. Rimasta sola, Amalia inizia a scrivere una lettera al suo "caro amico" ma riesce solo a pensare alla gentilezza di Georg ("Vanilla Ice Cream").
Georg esprime la sua gioia nel rendersi conto che Amalia lo ama (pur se, in parte, inconsapevolmente) ("She Loves Me"). Al negozio, Ilona informa Sipos che fra lei e Kodaly è tutto finito: la sera prima è andata in biblioteca, dove ha incontrato Paul, un gentile oculista ("A Trip To The Library"). Dopo essere stato licenziato, Kodaly dice addio a tutti ("Grand Knowing You"). 
A dodici giorni da Natale, i dipendenti della Profumeria sono impegnatissimi con gli acquisti dell'ultimo minuto, mentre Georg e Amalia passano sempre più tempo insieme ("Twelve Days to Christmas"). La sera della vigilia, Amalia informa Georg che ha invitato il suo "caro amico" a passare la serata con lei e sua madre, e gli chiede di unirsi a loro; Georg accetta, esitante. Maraczek ritorna in negozio e Ilona annuncia la sua intenzione di accettare la proposta di matrimonio di Paul quella sera (sebbene lui ancora non sappia che le chiederà di sposarlo). Sipos va a casa per passare la vigilia in famiglia, e Maraczek invita Arpad a festeggiare insieme a lui in giro per la città.
Georg aiuta Amalia a portare i suoi pacchetti uscendo dal negozio, e per sbaglio fanno cadere uno dei portasigarette musicali, che Amalia vuole regalare al suo "caro amico"; Georg afferma che non gli dispiacerebbe averne uno, perché gli ricorderebbe del giorno in cui si sono conosciuti. Georg ammette di aver sempre pensato che Amalia fosse il tipo di ragazza di cui si potrebbe innamorare. Amalia confessa di provare sentimenti simili, e Georg tira fuori dalla tasca una delle lettere che la ragazza ha scritto al suo "caro amico", e inizia a leggerla ad alta voce. Amalia capisce finalmente che Georg è in realtà il suo amico, e i due si baciano ("Finale").

## Brani musicali
Primo Atto
- Prelude/Good Morning, Good Day - Georg, Arpad, Sipos, Ilona, Kodaly
- Sounds while Selling - Customers, Sipos, Kodaly, Georg
- Thank You, Madam - Clerks
- Days Gone By - Maraczek
- No More Candy - Amalia
- Three Letters - Amalia, Georg
- Tonight at Eight - Georg
- I Don't Know His Name - Amalia, Ilona
- Perspective - Sipos
- Goodbye George - Customers, Clerks
- Will He Like Me? - Amalia
- Ilona - Kodaly
- I Resolve - Ilona
- A Romantic Atmosphere - Cameriere
- Tango Tragique - Georg
- Mr. Novack, Will You Please? - Amalia, cameriere
- Dear Friend - Amalia

Secondo Atto
- Try Me - Arpad
- Days Gone By (Reprise) - Maraczek
- Where's My Shoe? - Amalia, Georg
- Vanilla Ice Cream - Amalia
- She Loves Me - Georg
- A Trip to the Library - Ilona
- Grand Knowing You - Kodaly
- Twelve Days to Christmas - Cantanti
- Finale - Georg, Amalia

## Cast e produzioni principali
| Character       | Broadway, 1963 | Londra, 1964     | New York, 1977    | Broadway, 1993   | Londra, 1994         | 54 Below, 2011  | Broadway, 2016   | Londra, 2016       |                    |
| --------------- | -------------- | ---------------- | ----------------- | ---------------- | -------------------- | --------------- | ---------------- | ------------------ | ------------------ |
| Amalia Balash   | Barbara Cook   | Anne Rogers      | Madeline Kahn     | Judy Kuhn        | Ruthie Henshall      | Kelli O'Hara    | Laura Benanti    | Scarlett Strallen  |                    |
| Georg Nowack    | Daniel Massey  | Gary Raymond     | Barry Bostwick    | Boyd Gaines      | John Gordon Sinclair | Josh Radnor     | Zachary Levi     | Mark Umbers        |                    |
| Ilona Ritter    | Barbara Baxley | Rita Moreno      | Rita Moreno       | Sally Mayes      | Tracie Bennett       | Jane Krakowski  | Jane Krakowski   | Katherine Kingsley | Katherine Kingsley |
| Steven Kodaly   | Jack Cassidy   | Gary Miller      | Laurence Guittard | Howard McGillin  | Gerald Casey         | Gavin Creel     | Gavin Creel      | Dominic Tighe      | Dominic Tighe      |
| Zoltan Maraczek | Ludwig Donath  | Karle Stepanek   | George Rose       | Louis Zorich     | David De Keyser      | Victor Garber   | Byron Jennings   | Les Dennis         |                    |
| Ladislav Sipos  | Nathaniel Frey | Peter Sallis     | Tom Batten        | Lee Wilkof       | Barry James          | Michael McGrath | Michael McGrath  | Alastair Brookshaw |                    |
| Arpad Laszlo    | Ralph Williams | Gregory Phillips | George Connolly   | Brad Kane        | Simon Connolly       | Rory O'Malley   | Nicholas Barasch | Callum Howells     |                    |
| Headwaiter      | Wood Romoff    | Carl Jaffé       |                   | Jonathan Freeman |                      | Peter Bartlett  | Peter Bartlett   |                    |                    |